# Mañanas informales
Mañanas informales fue un programa argentino que se emitió desde el 16 de mayo de 2005 hasta el 19 de diciembre de 2008 por Canal 13, que fue conducido y producido por Jorge Guinzburg hasta su fallecimiento en marzo de 2008. Tras este desenlace, primero Ernestina Pais y después Ronnie Arias sucedieron la conducción. Sin embargo, el matutino se fue deteriorando, culminando el 19 de diciembre de 2008.
Con el paso de los programas logró consolidarse como uno de los ciclos más vistos de la mañana de la televisión de su país, alcanzando un pico de índice de audiencia de 19.7 puntos el 5 de mayo de 2007, cuando Guinzburg se afeitó, en vivo, su clásico bigote.

## El programa
Mañanas Informales se caracterizó por combinar información de actualidad política, cultural, deportiva, etc. con un humor muy característico: tal como decía su eslogan "la dosis justa de información e informalidad para las primeras horas del día". Esa explosiva fórmula catapultó al programa a lo más alto de la televisión argentina, revalorizando los morning shows.
Algunas secciones son especialmente famosas, como "El Informal", el resumen de noticias del programa, el "Interrogante del día", donde los televidentes envían las respuestas más originales a las preguntas planteadas, o las "Biografías Express", una graciosa síntesis de la vida del entrevistado creadas por el guionista Leonel D´agostino con la inconfundible locución de Hernán Chiozza alias Microfonito.
Según la opinión de muchos, lo que realmente hizo de este programa un gran éxito televisivo es el ambiente cálido, distendido y alegre que se percibe entre sus conductores y la enorme libertad que estos tienen para expresarse y para hacer lo que quieran, llegando hasta a desatar un baile en pleno programa (el llamado pogo de las 12 mientras sonaba de fondo la canción Como Alí de Los Piojos), o la ya famosa afeitada a Jorge Guinzburg en 2007.
La primera temporada del ciclo arrancó el 16 de mayo de 2005, con la conducción de Jorge Guinzburg y Ernestina Pais, y con Martín Souto, Osvaldo Bazán, Graciela Bordín, Mario Mazzone, como panelistas de deporte, espectáculos, cocina y noticias respectivamente y con Marcos "Bicho" Gómez como humorista. Contó con guiones de Hernán Ferreirós, Miguel Gruskoin, Martín Vázquez y Leonel D'Agostino y la producción periodística de Alfredo Kurchan.
La segunda temporada comenzó el 20 de marzo de 2006, manteniendo el horario y los panelistas.
El 19 de marzo de 2007, se dio inicio a la tercera temporada.
La cuarta temporada del programa comenzó el 15 de abril de 2008, con Ernestina Pais y Ronnie Arias tomando el lugar de Guinzburg luego de su fallecimiento. El 19 de diciembre de 2008, la temporada finalizó y Canal 13 decidió que no le renovaría el contrato a Mañanas por razones presupuestarias.

## Tardes informales
Debido al éxito de este programa, se puso al aire el otro en versión vespertina denominado, Tardes Informales durante el receso invernal de 2008.
Este programa comenzó el lunes 21 de julio de 2008 y salía al aire de 16.30 a 18, con el mismo equipo de las Mañanas.
Debido a la poca diferencia de índice de audiencia con el ciclo anterior de ese horario, «La mamá del año», y por el claro agotamiento de los conductores (que según muchos redujo la calidad de las Mañanas), el programa no continuó después de las vacaciones, siendo suplantado por «Tardes de Acción», versión de «Policías en Acción».

## Equipo
- Jorge Guinzburg  - Conducción (2005-2007)
- Ernestina Pais - Conducción (2005-2008)
- Ronnie Arias - Conducción (2008)
- Martín Souto - Deportes (2005)
- Gastón Recondo - Deportes (2006-2008)
- Osvaldo Bazán - Espectáculos (2005-2008)
- Mario Mazzone  - Noticias (2005-2007 ✝)
- Luciano Galende - Noticias (2007-2008)
- Bicho Gómez - Humor (2005-2008)
- Juan Pablo Geretto - Humor (2007-2008)
- Graciela Bordin - Cocina 2005
- Georgina Mangui - Cocina (2006 - 2007)
- Jimena Monteverde - Cocina (2007-2008)
- Gaby Chester - Magia (2008)
- Quique Duplaá - Notas (2005-2008)
- Cecilia Ruffa - Notas (2005-2008)
- Florencia Ghio - Notas (2006-2007)
- Martín Álvarez - Notas (2007-2008)
- Hernán Chiozza - Locución (2005-2008)

### Aclaraciones
- El periodista Mario Mazzone participó en el programa hasta su muerte, acontecida el 20 de mayo de 2007 luego de que se le produjese una embolia cerebral mientras jugaba al golf. Debido a este triste acontecimiento, el programa no fue emitido el día 21 de mayo, tras una breve explicación del hecho al aire por Jorge Guinzburg, junto al resto del equipo, en una de las situaciones más complejas a las que se ha enfrentado el programa.
- El periodista Jorge Guinzburg participó en el programa hasta su muerte, acontecida el 12 de marzo de 2008, por una afección respiratoria que le afectaba desde hacía tiempo. Debido a este triste acontecimiento, se retrasó la salida al aire de la cuarta temporada del programa, realizada finalmente el martes 15 de abril de 2008.
- El "Payaso Mala Onda" es un personaje interpretado por Bicho Gómez.
- El "Payaso Mala Ondiña" es un personaje interpretado por Martín Vázquez, que apareció como suplente de "Mala Onda", cuando Bicho Gómez se ausentó para filmar la película "Brigada Explosiva".
- La "Maestra" es un personaje interpretado por Juan Pablo Geretto.
- "Microfonito" es el apodo por el que se conoce en el programa a Hernán Chiozza.

## Premios y nominaciones

### Premios
- Premios Clarín Espectáculos 2008
  - Jorge Guinzburg - mejor conductor
- Premios Clarín Espectáculos 2007
  - Mejor programa de entretenimientos
  - Jorge Guinzburg - mejor conductor
- Premios Martín Fierro 2005
  - Mejor programa de interés general
  - Mejor conductor (Jorge Guinzburg)
- Premios Martín Fierro 2007
  - Mejor programa de interés general
  - Mejor conductora (Ernestina Pais)
- Premios Magia 2007
  - Mejor espacio mágico en televisión
- Premios Clarín Espectáculos 2008
  - Mejor conductor (Jorge Guinzburg)
  - Mejor conductora (Ernestina Pais)
  - Mejor programa de entretenimientos

### Nominaciones
- Premios Martín Fierro 2006
  - Mejor programa de interés general, cultural, musical.
  - Jorge Guinzburg como mejor labor conducción masculina.
  - Ernestina Pais como mejor labor conducción femenina.
- Premios Martín Fierro 2007
  - Ernestina Pais como mejor labor conducción femenina.
  - Jorge Guinzburg como mejor labor conducción masculina.
  - Marcos Gómez como mejor labor humorística masculina.
- Martín Fierro 2008: Interés general

### Producción general
- Andrea Stivel
- Producción ejecutiva: Daniela Basso - Mariana Assadourian